# Tamara Gverdtsiteli
Tamara Gverdtsiteli (Tbilissi, 18 janvier 1962) est une chanteuse, compositrice et actrice géorgienne.

## Discographie
- 1982 : Debyut. Tamara Gverdtsiteli (min'on)
- 1985 : Muzyka: poyot Tamara Gverdtsiteli
- 1992 : Tamara Gverdtsiteli poyot svoi pesni
- 1994 : Vivat, Korol'!
- 1996 : Spasibo, Muzyka, tebe!
- 2000 : Luchshiye pesni raznykh let
- 2001 : Posvyashcheniye Zhenshchine
- 2002 : Vivat, Lyubov', Vivat!
- 2002 : Mne vchera prisnilos' nebo
- 2003 : Izbrannoye
- 2004 : Muzyka — Khram Dushi
- 2008 : Vozdushnyy potseluy
- 2008 : MP3-al'bom  Izbrannoye
- 2009 : The Best (2 CD)